# Csillagos éj
A Csillagos éj (franciául: La Nuit étoilée) Vincent van Gogh holland posztimpresszionista festő olajfestménye. Egy éjszakai tájkép csillagos égbolttal, ciprusfával, egy falu látképével, a háttérben hegyekkel. A mű Dél-Franciaországban, Saint-Rémy-de-Provence községben, a Saint-Paul-de-Mausole kolostor épületében működő elmegyógyintézetben készült 1889 júniusában. A valós és fantasztikus elemeket is magában foglaló, sokat vitatott szimbolikájú kép Vincent van Gogh legismertebb művei közé tartozik.

## Háttér
Van Gogh saját elhatározásából vonult be 1889. május 8-án a Mausole-i Szent Pálról, egy helyi szentről elnevezett 11. századi kolostorból kialakított „azíliumba”, tébolydába, mai szóhasználattal pszichiátriai intézetbe. Döntésének előzménye az a korábbi, 1888. december 23-ikai idegösszeomlása volt, amely végül öncsonkításba, saját bal fülének részbeni levágásába torkollott, és ami után Arles-ban, akkori lakóhelyén a hatóságok nemkívánatos, a közösségre veszélyt jelentő személynek minősítették. Ottani kezelőorvosa „auditív és vizuális hallucinációk” miatt javasolta a festő elzárását. Végül a közeli Saint-Rémy-ben, a Saint-Paul-de-Mausole intézményben kapott helyet, ahol testvére, Theo egy emeleti hálótermet meg egy földszinti, műteremnek használható helyiséget bérelt ki számára.
Van Gogh bő egy éven át volt az intézmény lakója, ez alatt életműve jelentős darabjait festette meg. Rossz egészségi állapota ellenére 143 olajfestményt és több, mint 100 rajzot készített itt. Továbbra is küldte képeit Theónak, két munkája szerepelt a Függetlenek éves tárlatán. Itt-tartózkodása alatt háromszor volt súlyosabb krízise, orvosa feljegyzése szerint ilyenkor rettegési rohamok törtek rá, többször próbált öngyilkosságot elkövetni festék megevésével vagy a lámpaolaj megivásával; a rohamok közötti időben viszont a páciens nyugodt volt, nagy szenvedéllyel festett.
Van Gogh megszállottja volt a napfénynek, de – különösen Arles-i tartózkodása óta – elbűvölték az éjszaka fényei is; a Hold és a csillagok fényhatásai ugyanúgy lenyűgözték, mint a mesterséges világító eszközök ragyogása. Még 1888 szeptemberében így írt nővérének egy levelében: „Most mindenképpen szeretnék egy csillagos eget festeni. Gyakran úgy tűnik, hogy az éjszaka színei még gazdagabbak, mint a nappaléi”. Arles-ban több éjszakai témájú képet is festett, egy éjszakai enteriőrt lámpafényben, az Éjjeli kávézót, egy utcaképet Kávézó terasza este címmel, és a Csillagos éj a Rhône fölött címűt; az utóbbi kettőben a csillagos ég is jól látható.

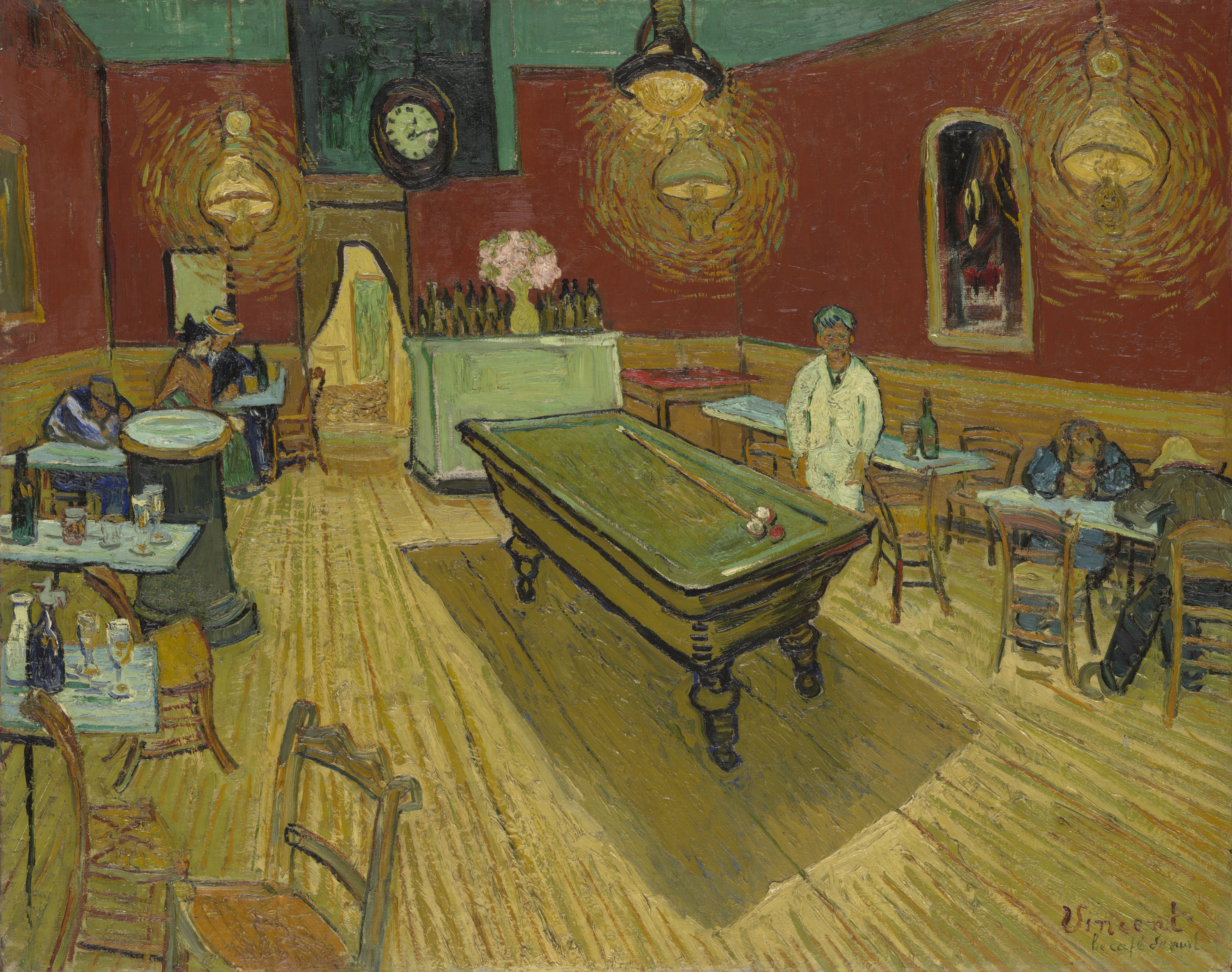
Éjjeli kávézó
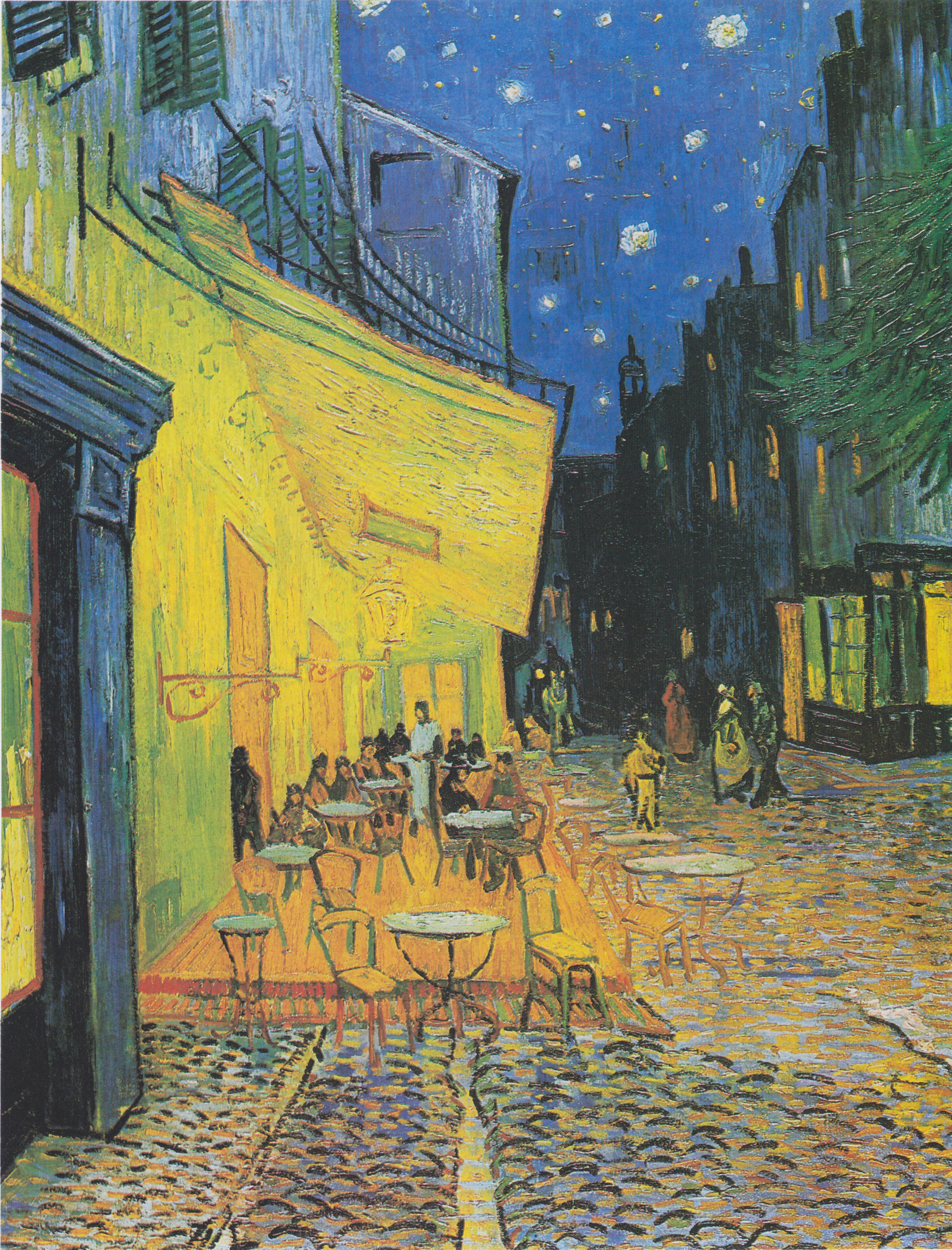
Kávézó terasza este
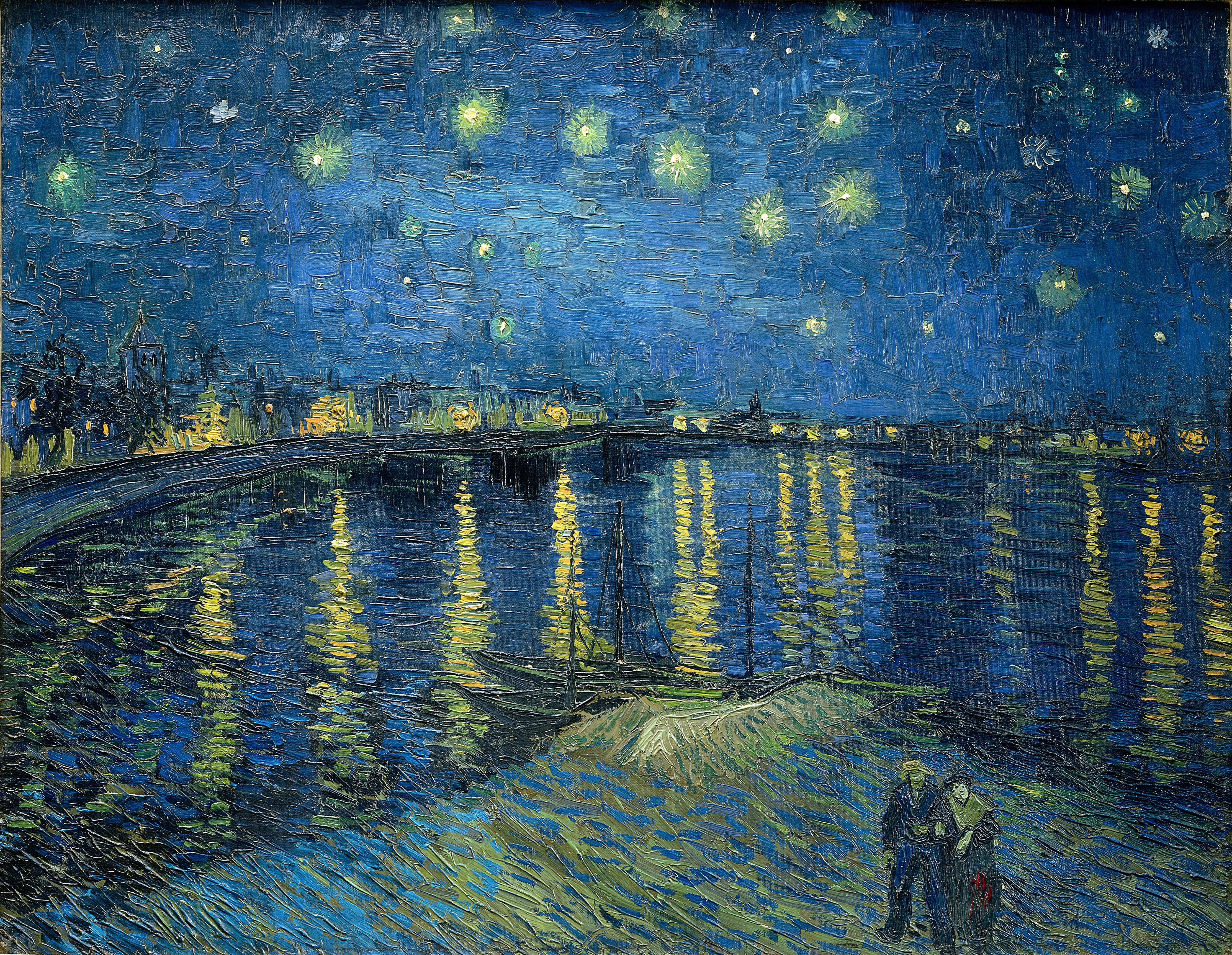
Csillagos éj a Rhône fölött

## A festmény
A Csillagos éj festőalapja egy 92 × 72 cm-es, francia szabvány szerinti „30-as méretű” keretre feszített vászon, tört fehér alapozással. A festmény elkészültét Vincent van Gogh egy 1889. június 18-i levelében jelentette be testvérének, Theónak, de csak a szeptember 20-i csomagjában küldte el.

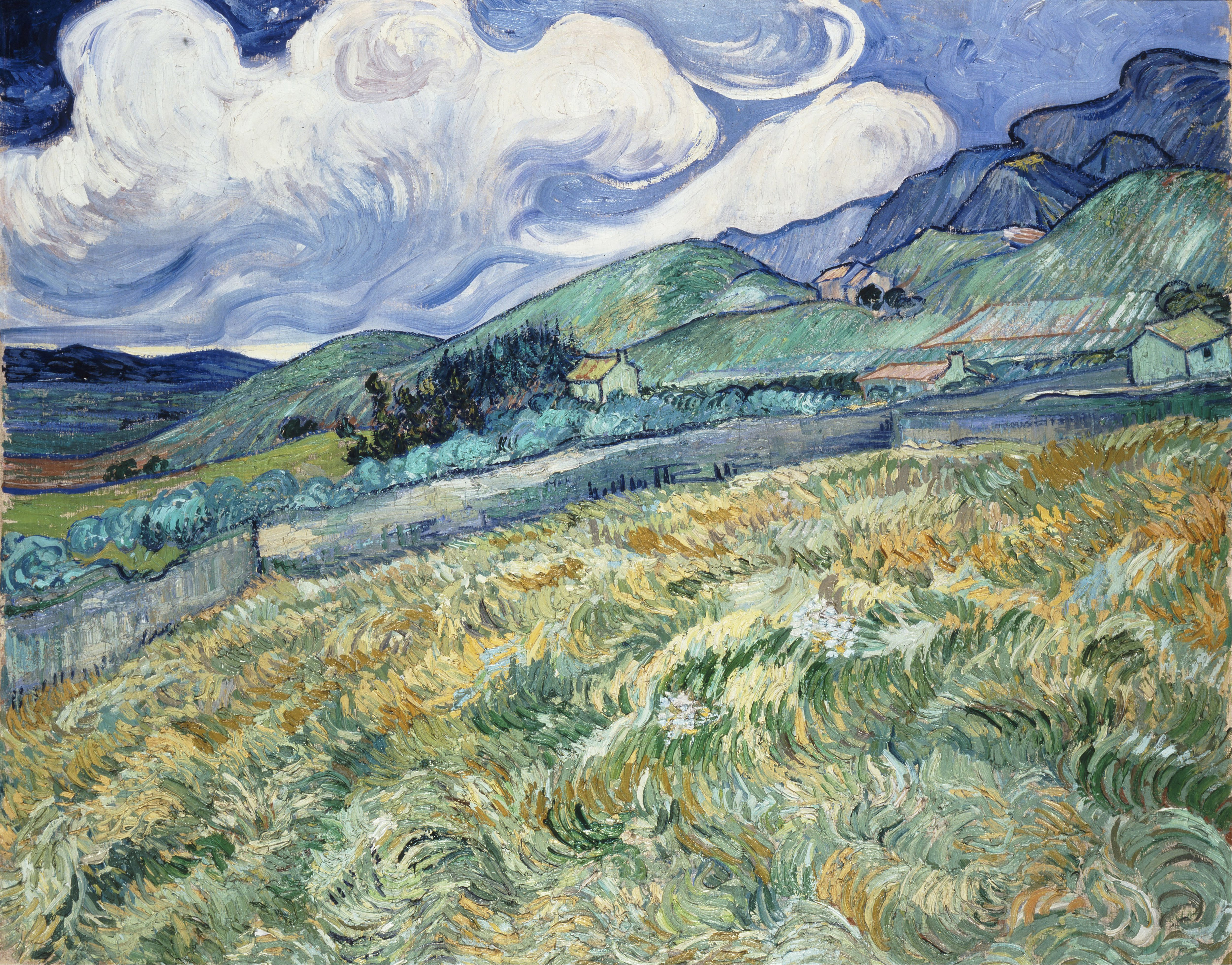
Tájkép Saint-Rémyből – ezt a képet látta a festő az emeleti szoba ablakából

A festmény azt a képet mutatja – legalábbis a háttérben húzódó hegylánc, az Alpilles ábrázolása alapján –, amit a festő az emeleti szobájának keletre néző, rácsos ablakából láthatott. Ezt a látványt többször, különböző napszakokban és időjárási körülmények között megfestette; ezeken a képeken kőfallal határolt búzamező látható, háttérben a hegyekkel. Azonban a Csillagos éj által megjelenített falu, illetve az előtérben álló ciprus nem volt része a látványnak, ezeket a festő „komponálta” bele csakis ebbe a képbe. A falu ábrázolása hasonlít a művésznek egy vázlatára, amely Saint-Rémyt mutatja, de teljesen más nézőpontból. Ugyanakkor a templomtorony formája a festményen inkább hollandnak tűnik, mint Provence-inak. A ciprusfa talán látható volt az ablakból, de csak jóval távolabb.
A festmény legnagyobb részét a csillagos égbolt tölti ki. Az égitesteket széles fényudvar derengi körül, ábrázolásukban keverednek a valósághű és a képzeletbeli vonások. A Hold sarlója furcsán visszagörbül, a szarvai között is fénylik, mintha hold- vagy akár napfogyatkozás lenne. Ráadásul a csillagászok szerint a mű születésének idején, június közepén a Hold más fázisban kellett hogy legyen, nem keskeny kiflinek látszott, hanem a telihold és az utolsó negyed között volt. Az égi pályáján elfoglalt helye alapján meg lehet, hogy nem is fért volna rá a keletre nyíló ablakon át látható tájra. Ugyanakkor a Holdnak a képen ábrázolt égi helyzete nagyjából megfelel annak, ahogyan egy erősen fogyó kifli alakú hold lenne látható röviddel napkelte előtt – miképpen a hegyek vonulata fölé festett világos ecsetvonások is a hajnal közeledtét jelezhetik.
A csillagos égbolt fontos szereplője az Esthajnalcsillag. Van Gogh egy testvérének írt levelében június elején megemlíti, hogy valamivel napkelte előtt az ablakából látta az égitestet, ami szokatlanul nagynak látszott és ami erős érzelmeket váltott ki benne. A Vénusz a csillagászati feljegyzések szerint ezen a tavaszon érte el maximális fényességét, amint éjjelente a pirkadatot megelőzve felbukkant. A képen a ciprusfa jobb oldalán tündököl.
Az festményen feltűnik még egy olyan jelenség, amit a festő biztosan nem láthatott az égbolton: egy többszörös csigavonalban örvénylő hatalmas fényfolt, ami a Hold és az Esthajnalcsillag közötti űrt tölti ki. Nem valószínű, hogy a Tejút lenne, de formája erősen emlékeztet a csillagászok által Örvény-ködnek nevezett távoli galaxisra, ami azonban csakis csillagászati távcsövön át szemlélve nyújt ilyen látványt. A hasonlóság talán nem véletlen, a művész a népszerű tudományos közlemények között találkozhatott az objektumot ábrázoló rajzzal. Más értelmezés szerint ezek az égi örvénylések a misztrált hivatottak megjeleníteni, az erős szelet, amire gyakran panaszkodott, és ami például az itteni első idegrohamát is kiváltotta.

## Értelmezések

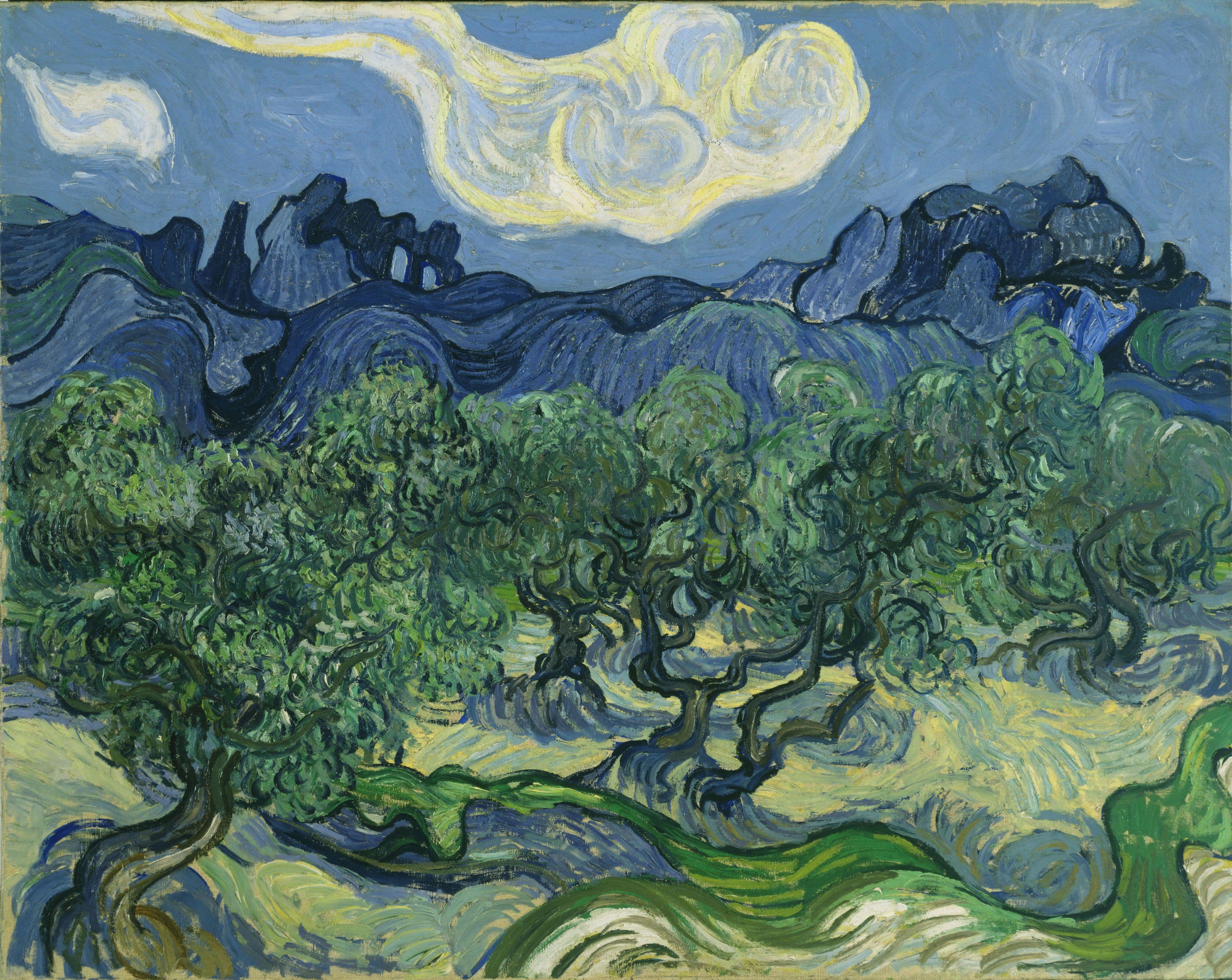
Vincent van Gogh: Olajfák hegyekkel a háttérben – nagyjából ugyanakkor készült, mint a Csillagos éj, ez is több látványból összetett tájkép.

Mint az előbbiekből látható, a Csillagos éj egy megkomponált tájkép, amelyben a természet közvetlen megfigyelése meg a vázlatok alapján való műtermi munka mellett fontos szerepet kapott a fantázia is. Ez a festmény emiatt számít különlegesnek, az ekkoriban készültek közül talán egyedül az „Olajfák hegyekkel a háttérben” cíművel lehet párba állítani.
Azon a nyáron, mikor a Csillagos éj született,  Van Gogh-ot erősen foglalkoztatta az a kérdés, hogy a festészetben milyen szerepe lehet a természet utáni, „sur le motif” ábrázolásnak, illetve ezzel szemben a képzelet, emlékezet alapján, „de tête” való megformálásnak – amit ő „abstraction”-nak nevezett. Legközelebbi festőbarátai, az általa csodált Paul Gauguin és Émile Bernard új munkáiról csak közvetve szerezhetett tudomást, de úgy gondolta, ők is egyre inkább eltávolodnak a természet utánzásától, hogy egy markáns egyéni stílust teremtsenek meg. Van Gogh szeretett volna lépést tartani velük, ugyanakkor meg is rettent ettől a lehetőségtől. Egy levelében kudarcnak nevezte a „túlságosan nagy csillagokkal” megfestett Csillagos éjt, és testvére, Theo is eltanácsolta attól, hogy erre az útra lépjen, szerinte „a stílus keresése elveszi a dolgok igazi érzését”.
Ugyanebben az időben Van Gogh gyakran tett említést levelezésében olyan, a 19. század közepe táján alkotó mesterekről, mint Eugène Delacroix, Jean-François Millet vagy Théodore Rousseau. Delacroix Krisztus álma vihar alatt című képét látta 1886-ban Párizsban, nagy csodálója volt, a színek kezelésében, drámai hatásával inspirálhatta Van Gogh-ot. Millet Csillagos éjét nem ismerhette, de szerzőjét a modern művész mintapéldájának tartotta, számos munkáját lemásolta. Rousseau Naplemente Arbonne-nál című képét talán láthatta az 1870-es években.

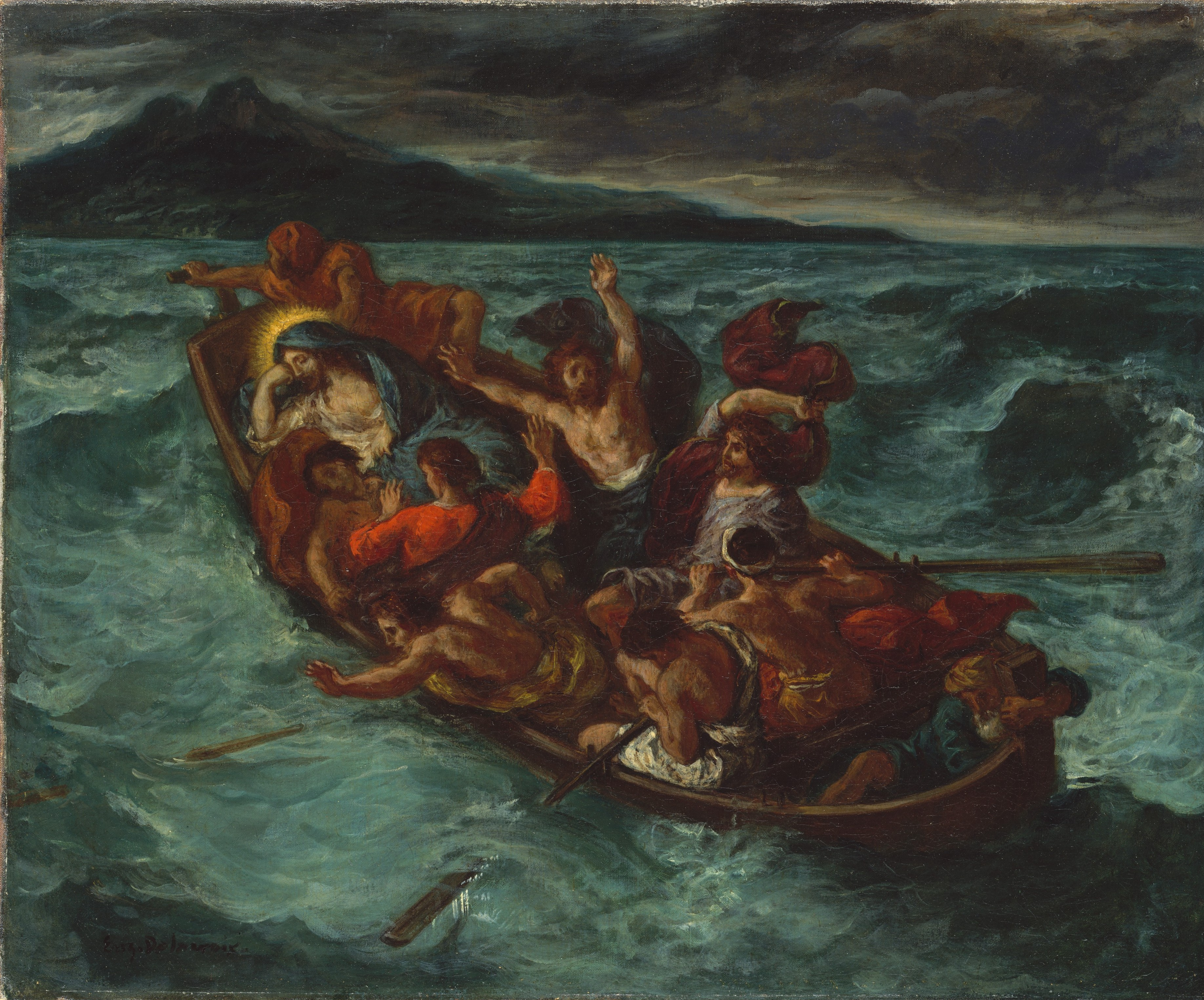
Eugène Delacroix: Krisztus álma vihar alatt.
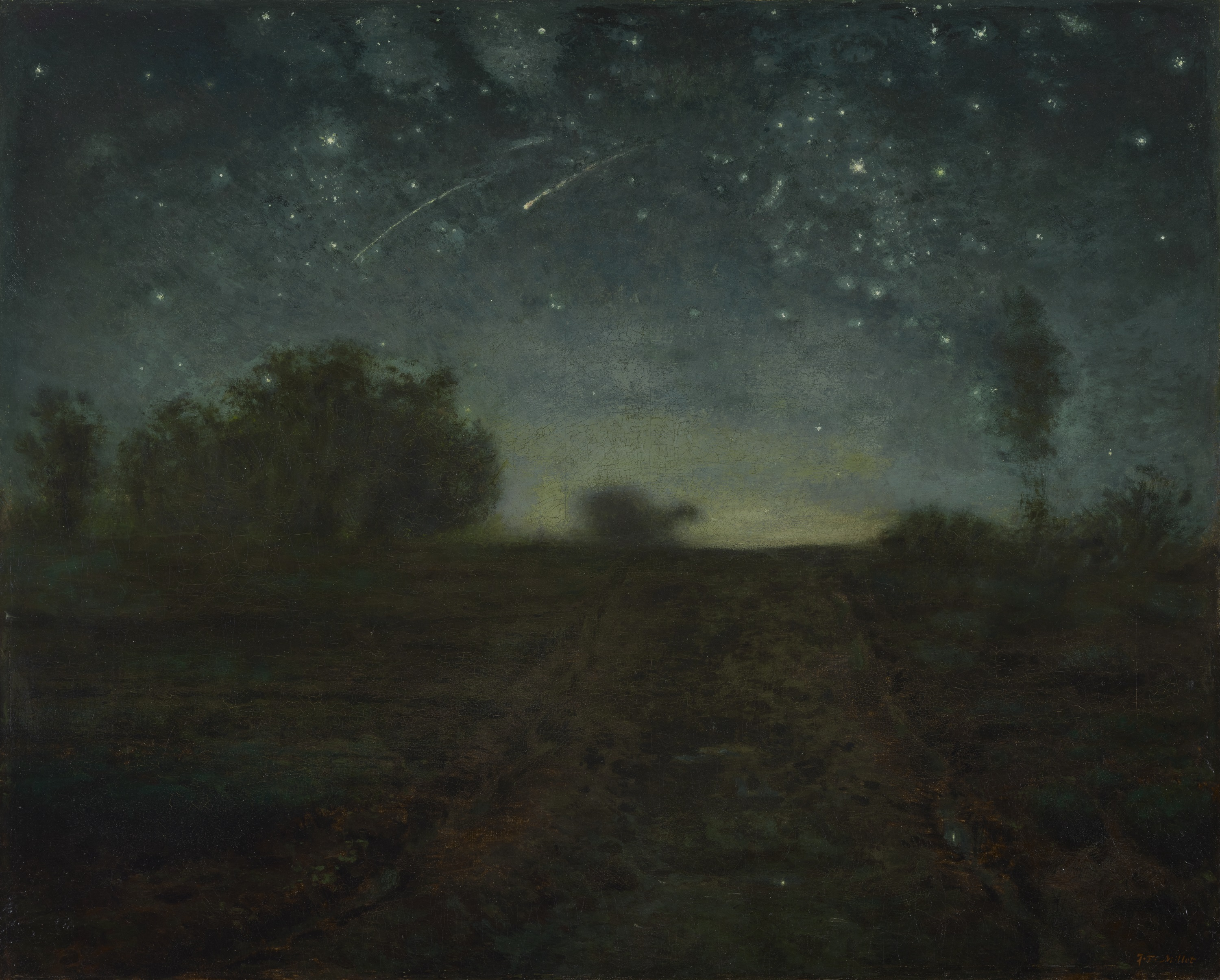
Jean-François Millet: Csillagos éj
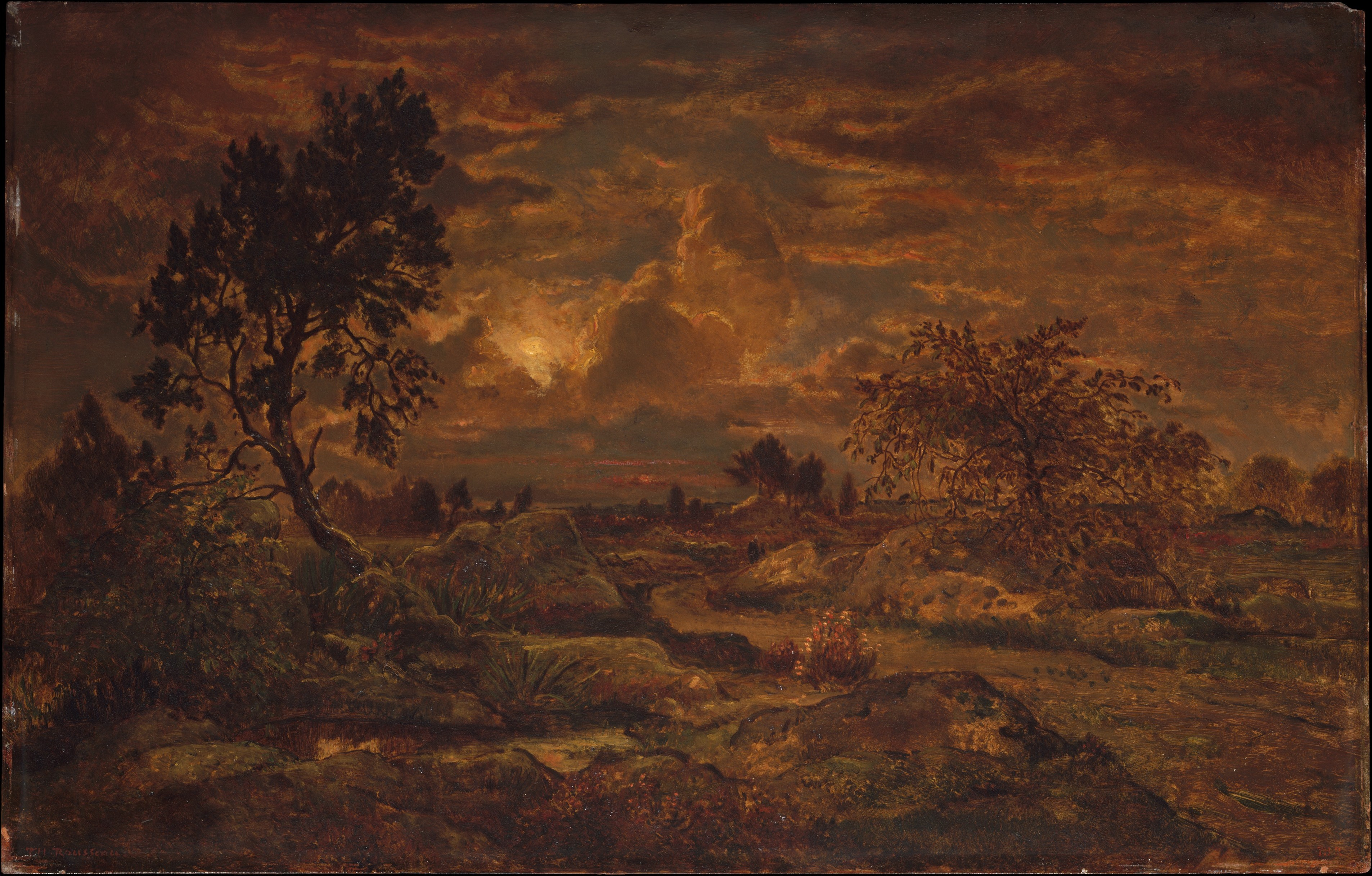
Théodore Rousseau: Naplemente Arbonne-nál

Van Gogh visszautasította, hogy a festményeiben „bármit is kezdjünk a Bibliával”, ennek ellenére a Csillagos éjben az utókor gyakran bibliai látomásokat vél felfedezni. Egy interpretáció szerint a kép Jákob második álmát jeleníti meg, mi szerint „ímé a nap és a hold, és tizenegy csillag meghajol vala én előttem”. Valóban, a képen pont tizenegy csillag van, és a Hold is úgy van ábrázolva, mintha egyben a Nap is lenne, talán nap- vagy holdfogyatkozás formájában. Van Gogh többször idézte azt az általa Victor Hugónak tulajdonított gondolatot, hogy „Dieu est un phare à éclipse”, amit tartalmilag úgy lehet lefordítani, hogy ’Isten egy ki-kihunyó jelzőfény’, de az „éclipse” szó szerepeltetése a napfogyatkozást hozza képbe.
Meyer Schapiro művészettörténész szerint a Csillagos éj megfestését áthatja „egy misztikus egyesülés és szabadulás iránti vágy” de nélkülözi a teológiát, az isteni allegorikus megjelenítését. Ennek ellenére ő is a festő tudattalanjából felszökő apokaliptikus jelenetet vél benne felsejleni: „És láttaték nagy jel az égben: egy asszony, a ki a napba vala felöltözve, és lábai alatt vala a hold, és az ő fejében tizenkét csillagból korona; A ki terhes vala, és akarván szűlni, kiált vala, és kínlódik vala a szűlésben.” 

„[…] a csillagok látványa ugyanolyan egyszerűen késztet álmodozásra, mint a városokat és falvakat ábrázoló kis fekete pontok a térképen.
Vajon miért lennének az égbolt fényes pontocskái kevésbé elérhetőek, mint a fekete pontok Franciaország térképén?
Ahogy vonatra szállunk, hogy Tarasconba vagy Rouenba jussunk el, a halálra szállunk fel, hogy egy csillagba menjünk. Ami biztosan igaz ebben az okfejtésben az az, hogy élve nem juthatunk el egy csillagba. Ugyanúgy, ahogy meghalva nem ülhetünk fel a vonatra. Végül is nem tartom lehetetlennek, hogy a kolera, a vesekő, a gümőkór, a rák valójában égi közlekedési eszközök, mint ahogy a gőzhajók, az omnibuszok és a vasút földiek.”

– Vincent van Gogh, levél testvérének, Theónak

Van Gogh elméjében a csillagok szorosan kapcsolódtak a halál, a halál utáni élet képzetéhez, úgy gondolta, a halál után a lelkek egy-egy csillagba költöznek. A képen szereplő, a földet az éggel összekötő ciprusfát (vagy ciprusfákat) is sokszor értelmezik a halál szimbólumaként. A fát Európa déli részén gyakran ültetik temetőbe, de feltehető, hogy örökzöld mivoltukkal inkább az örök életre hivatottak emlékeztetni. Schapiro szerint a ciprus „az emberi erőfeszítés szimbóluma”. A festő maga ókori egyiptomi obeliszkhez hasonlította a ciprusokat, de úgy tűnik, szimbolikus szerepe helyett inkább festői szépségéért értékelte.